# Sở Hùng Tuân
Sở Hùng Tuân (chữ Hán: 楚熊徇, trị vì 821 TCN-800 TCN), tên thật là Hùng Tuân (熊徇) hay Mi Tuân (羋徇), là vị vua thứ 15 của nước Sở - chư hầu nhà Chu trong lịch sử Trung Quốc.
Ông là con út của Sở Hùng Nghiêm, vua thứ 13 nước Sở, em của Sở Hùng Sương, vua thứ 14 của nước Sở. Ông còn có hai người anh là Hùng Tuyết (熊雪) và Hùng Kham (熊堪).
Năm 822 TCN, Hùng Sương mất, Quý Tuân cùng 2 người anh là Trọng Tuyết, Thúc Kham tranh nhau ngôi vua. Cuối cùng Trọng Tuyết bị giết, Thúc Kham phải chạy lưu vong sang đất Bộc, Quý Tuân giành được ngôi báu, tức là Hùng Tuân.
Sử sách không ghi chép sự kiện xảy ra liên quan tới nước Sở trong thời gian ông làm vua.
Năm 800 TCN, Sở Hùng Tuân chết. Ông làm vua được 22 năm. Con ông là Sở Hùng Ngạc lên nối ngôi.